# Jallais
Jallais is een plaats en voormalige gemeente in Frankrijk in het departement Maine-et-Loire in de regio Pays de la Loire en telt 3130 inwoners (2004).

## Geschiedenis
Op 15 december 2015 zijn de gemeenten van de communauté de communes du Centre-Mauges, met uitzondering van Bégrolles-en-Mauges, gefuseerd tot de huidige gemeente Beaupréau-en-Mauges. Deze gemeente maakt deel uit van het arrondissement Cholet.

## Geografie
De oppervlakte van Jallais bedraagt 52,6 km², de bevolkingsdichtheid is 59,5 inwoners per km². Jallais ligt aan de departementale wegen D15, D91, D249 en D756.
De onderstaande kaart toont de ligging van Jallais met de belangrijkste infrastructuur en aangrenzende gemeenten.

## Demografie
Onderstaande figuur toont het verloop van het inwonertal.